# David Boerljoek
David Davidovitsj Boerljoek (Oekraïens: Давид Давидович Бурлюк) (nabij Charkov, 21 juli 1882 – New York, 15 januari 1967) was een Russisch-Amerikaans avant-gardistisch schrijver en kunstschilder.

## Leven en werk
Boerljoek werd geboren in een kozakkenfamilie en studeerde aan de kunstacademies van Kazan en Odessa.
Samen met zijn broer Vladimir ging hij in 1902 naar München waar hij studeerde aan de Academie voor Schone Kunsten. Vervolgens zette hij zijn studie voort aan de Hogeschool voor Schone Kunsten in Parijs.

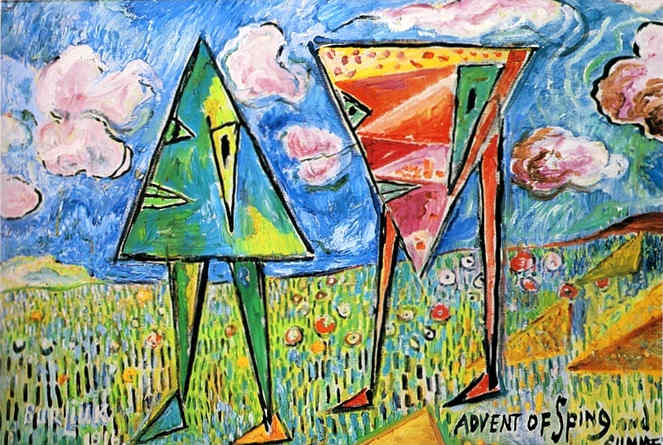
'Komst van de lente', 1914

In 1907 keerde hij terug naar Rusland en nam daar deel aan talrijke avant-gardistische exposities en manifestaties. Eerste bekendheid kreeg hij door een bijdrage aan  Kandinsky’s expressionistische almanak ”De blauwe ruiter” (1912) met zijn schilderij “De wilden van Rusland”. In dat jaar sloot hij zich ook aan bij de beweging van het futurisme en was (samen met onder andere Clebnikov, Majakovski en Igor Severjanin) co-auteur van het controversiële pamflet “Een kaakslag in het gezicht van de publieke smaak”, waarin afgerekend werd met de Russische literatuur tot dan toe en waarin het poëtische woord -met willekeurige, afgeleide woorden- centraal werd gesteld.
In 1913-1914 organiseerde Boerljoek samen met Vladimir Majakovski en Vasili Kamenski een spraakmakende futuristische tournee door zeventien Russische steden, waarbij ze op extravagante wijze en met veel uiterlijk vertoon hun voor het publiek vaak onnavolgbare gedichten declameerden. In die periode gold Boerljoek als een soort mentor voor de jonge Majakovski en was hij van grote invloed op diens latere literaire carrière.

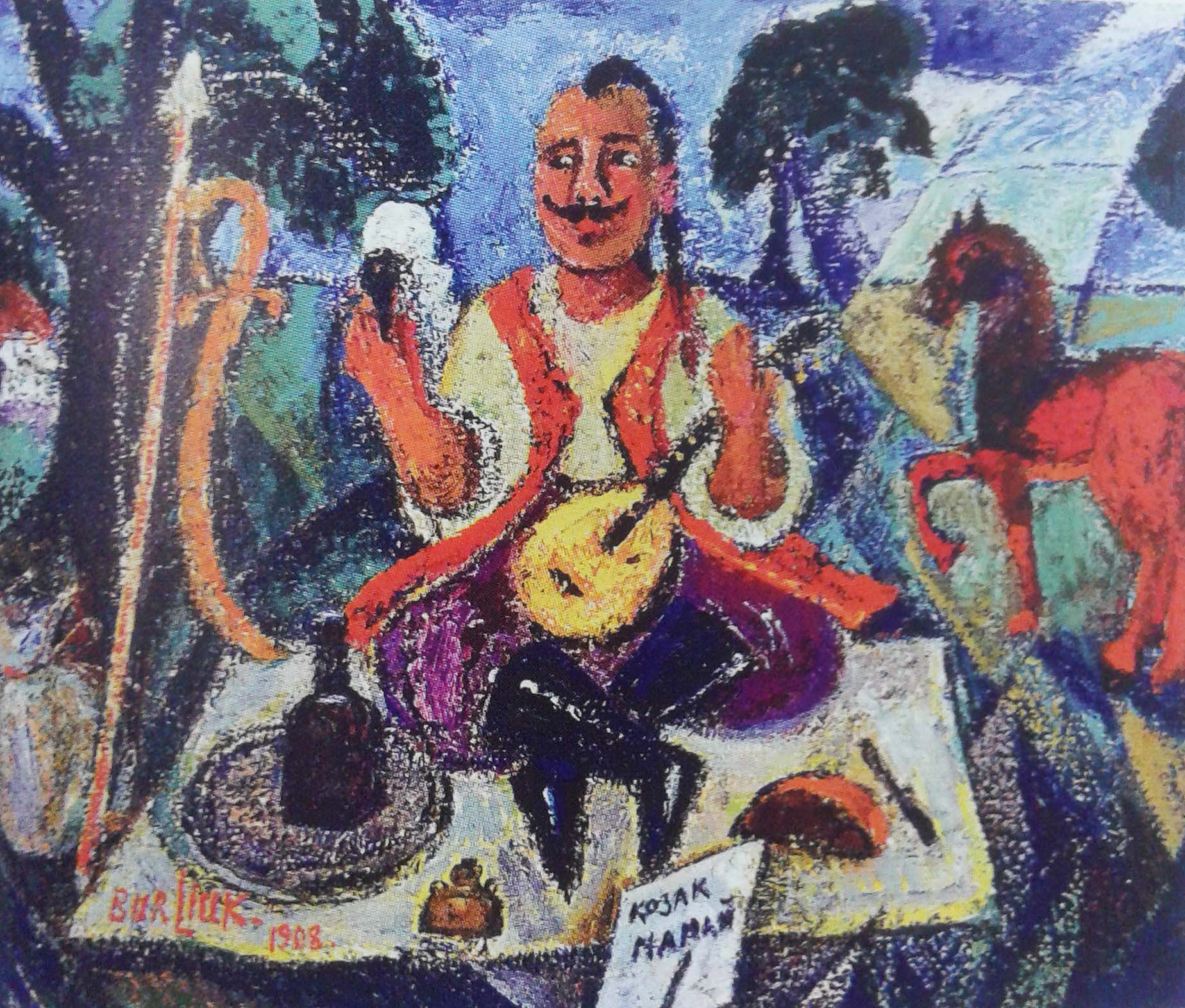
'Kozak Mamay', 1912.

Nadat Boerljoek -na een Bolsjewistische razzia tegen anarchisten- reeds eind 1918 vanuit Moskou was uitgeweken naar Siberië, verliet hij in 1920, teleurgesteld in de Russische Revolutie, de Sovjet-Unie. Hij reisde eerst naar Japan en emigreerde in 1922 naar de Verenigde Staten. Daar manifesteerde hij zich vooral als vitalistisch en expressief schilder (met een zekere verwantschap aan Van Gogh), maar hij bleef ook schrijven. Waardering genoten zijn autobiografische schetsen Mijn voorvaderen; veertig jaar: 1890-1930.

## Citaat
Poëzie – dat is een gehavende hoer, en schoonheid – godslasterlijke rotzooi.